# Lisia Balka
Lisia Balka (em russo:  Ли́сья ба́лка), também conhecida como ravina da raposa (em russo:  Ли́сий овра́г, em cazaque:  Түлкілі Сай), é uma área que nos tempos soviéticos ficava nos arredores, e agora dentro dos limites, da cidade de Chmkent, região do Turquestão, no Cazaquistão. Conhecido como um local de execuções em massa em 1937-1938. Os restos mortais de 16 mil pessoas estão enterrados no local.
Recebeu esse nome devido ao fato de que bandos de raposas viveram por lá em tempos antigos. Como observa Elena Boiarshinova, “No final do século XIX, não era difícil caçar em uma ravina perto de Chimkent. As belezas peludas apareciam na ravina com frequência e, em seguida, a ravina se transformava em um mar vermelho estridente, rolando em ondas de costas e caudas de raposa".
Em 1937-1938, o NKVD realizou execuções em massa de prisioneiros políticos nesse local. Os fuzilados também foram enterrados ali. Existem centenas de nomes nas listas dos fuzilados em Lisia Balka. Destes, mais de sessenta pessoas são sacerdotes e ministros da Igreja Ortodoxa Russa. Entre a população local, também ficou conhecida como "Албасты сай" (uma ravina onde vivem espíritos malignos). Durante as execuções, nem todos morreram imediatamente. Houve quem, tendo recebido uma ferida mortal, se deitou, gemeu e teve uma morte longa e dolorosa. Esses gemidos se espalharam por toda a vizinhança. E as pessoas com medo diziam com medo que aquele era um lugar muito perigoso. E falavam: "São as almas dos executados que não conseguem encontrar paz e gemem”.
Em 1989, o Comitê Regional de Segurança do Estado, a Promotoria Regional e a Sociedade "Адиле" (em cazaque:  Әділет, "Justiça"), após inúmeros apelos de parentes dos reprimidos, começaram a procurar possíveis locais de valas comuns. Um idoso contou à promotoria que, na década de 30, sempre via um carro dirigindo em direção a Lisia Balka. Um dia, ele superou seu medo, desceu até o desfiladeiro e viu corpos de pessoas nas cavernas. No final de 1989, as escavações foram realizadas no tempo livre das pessoas. Alguns dos túmulos estavam em poços de 8 metros de profundidade.
Após o colapso da URSS, o complexo memorial "Касирет" (em cazaque:  Қасірет, "Tristeza") foi construído neste local.
Em 17 de novembro de 2019, o chefe do distrito metropolitano da Igreja Ortodoxa Russa na República do Cazaquistão, metropolita Alexandre (Mogilev) de Astana e Cazaquistão, consagrou uma cruz e a pedra fundamental no local do monumento aos Novos Mártires da Igreja da Rússia em Lisia Balka, após o que ele disse: "Nosso dever sagrado é valorizar e transmitir às gerações futuras a memória das façanhas dos novos mártires e confessores, glorificar sua coragem e fortaleza, inspirar-se na firmeza de sua fé e testemunhar que eles são a glória e a beleza da Igreja Ortodoxa. A construção de uma placa memorial nesse local, de onde milhares e milhares de arquipastores e sacerdotes, monges e leigos ascenderam ao céu, fará parte dessa missão sagrada. Que a memória de nossos santos predecessores, que com seu sangue deram testemunho de sua fidelidade ao Senhor, ajude também a nós, separados deles por muitas décadas, a manter a fidelidade à Ortodoxia em nossos corações, a confessar e pregar corajosamente a nossos amigos próximos e distantes Cristo crucificado e ressuscitado". Em 3 de maio de 2021, o metropolita de Astana e do Cazaquistão Alexandre (Mogilev) fez a consagração do monumento aos novos mártires da Igreja russa em Lisia Balka.

## Religiosos fuzilados em Lisia Balka
- Arcipreste Vladimir Smirnov (1885-1937);
- Arcipreste Nicolau Tolgski (1886-1937);
- Arquimandrita Eleutério (Pechennikov) (1870-1937);
- Abadessa Eva (Pavlova) (1879-1937);
- Freira Evdokia (Perevoznikova) (1880-1937);
- Teodoro Dmitrieviche Zakharov (1874-1937);
- Arcebispo Aleixo (Orlov) (1862-1937);
- Hieromonge João (Laba) (1863-1937);
- Hieromonge Hilarião (Tsurikov) (1856-1937);
- Monge João (Tsurikov) (1856-1937);
- Freira Maria (Rikova) (1892-1937);
- Freira Serafima (Gorshkova) (1893-1937);
- Liudmila Vladimirovna Petrova (1879-1937);
- Metropolita Cirilo (Smirnov) (1863-1937);
- Metropolita José (Petrovikh) (1872-1937);
- Padre Basílio Klimov (1868-1937);
- Padre Anatólio Berzhitski (1873-1937);
- Padre Nicolau Protasov (1867-1937);
- Bispo Eugênio (Kobranov) (1892-1937);
- Padre Teodósio Belenki (1885-1938).